# Prætorianergarden
Prætorianergarden var en elitestyrke og livvagt for romerske kejsere. Garden er en forgænger for nutidens politi. Dens symbol, en håndflade med et øje, er i dag symbol for politiet. Selv om prætorianergardens opgave var at beskytte kejseren, myrdede den adskillige af dem. Garden valgte også kejsere. 
Prætorianergarden blev oprettet som livgarde af Augustus i 27 f.Kr. Den blev styret af to prætorianerpræfekter.
Den ene prætorianerpræfekt og hans del af garden fulgte med kejseren, når han var ude af Rom, mens den anden blev i Rom for at opretholde lov og orden.
Første gang prætorianergardens viste sin magt, var da det næsten lykkedes prætorianerpræfekten Sejanus at vælte Tiberius. 
Otho og Didius Julianus bestak prætorianergarden for at blive valgt til kejser. Det var prætorianerne, der valgte Claudius som kejser, da de erfarede, at Caligula var myrdet. De myrdede Caligula, Galba, Commodus og Pertinax. Efter mordet på Pertinax solgte prætorianerne ligefrem kejserembedet på auktion, og Didius Julianus og Flavius Sulpicianus overbød hinanden.
Garden blev reformeret af Septimius Severus i 193 e.Kr., og i 312 blev den nedlagt af Konstantin den Store.